# Vöyrinkaupunki (district de Vaasa)
Le district de Vöyrinkaupunki  (finnois : Vöyrinkaupungin suuralue) est l'un des douze districts de Vaasa en Finlande.

## Description
En fin 2017, le district de Vöyrinkaupunki compte 3 468 habitants (31 décembre 2017).
Il regroupe les quartiers suivants :
- Vöyrinkaupunki
- Klemettilä